# Goerkemia
Goerkemia là chi thực vật có hoa trong họ Cải.